# 버질 톰슨

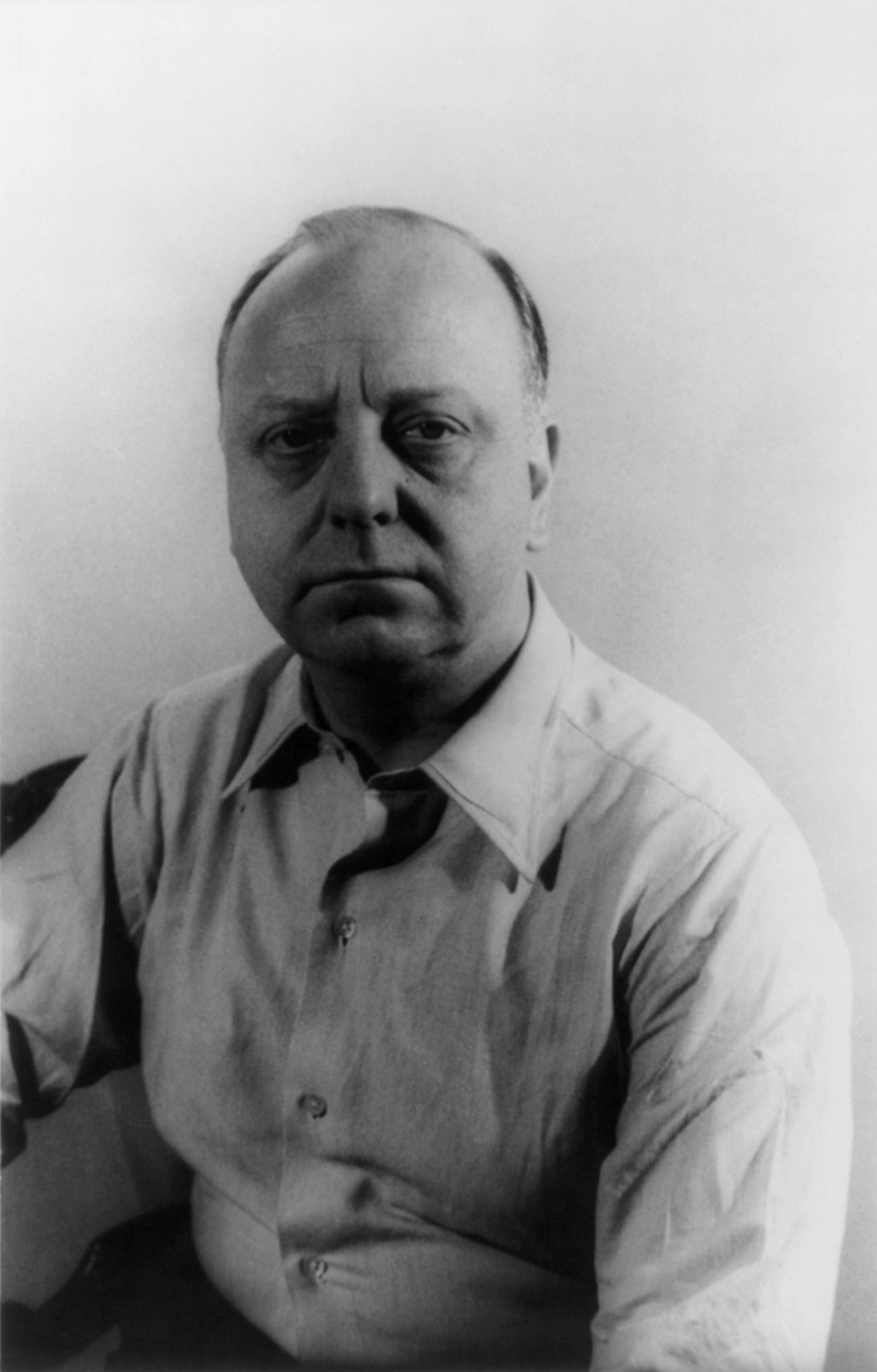
1947년, 칼 반 베흐텐이 촬영한 버질 톰슨

버질 톰슨(Virgil Thomson, 1896년 11월 25일 ~ 1989년 9월 30일)은 미국의 작곡가이자 비평가이다. 그는 클래식 음악에서 "아메리칸 사운드"의 발전에 중요한 역할을 했다. 그는 모더니스트, 신낭만주의, 신고전주의, 그리고 "인간성과 분리의 올림피아적인 조화"의 작곡가로 묘사되었다.
그는 미주리주 캔자스시티에서 태어났다. 어린 시절 그는 후기 성도 운동의 창시자인 조셉 스미스의 증손녀인 앨리스 스미스와 친구가 되었다. 젊었을 때 피아노 선생님이 교회 오르간 연주자였기 때문에 그는 종종 오르간을 연주했다. 제1차 세계 대전 후, 그는 예수 그리스도 후기 성도 재건 교회 회장이자 앨리스 스미스의 아버지인 Dr. Fred M. Smith 의 대출 덕분에 하버드 대학교에 입학했다. 하버드에서 그는 사티의 피아노 작업에 집중했다. 그는 1년 동안 펠로우십으로 파리에서 공부했고 졸업 후 1925년부터 1940년까지 파리에서 살았다. 파리에서 공부하는 동안 그는 프랑스 작곡가의 영향을 받았다. 그는 결국 나디아 불랑제와 함께 공부했다.
1925년 파리에서 그는 그의 삶의 동반자이자 자주 협력하는 미국의 화가인 모리스 그로서(Maurice Grosser)와 관계를 공고히 했다. 나중에 그와 그로서는 호텔 첼시에서 살았는데 그곳에서 레너드 번스타인, 테네시 윌리엄스 등을 포함하여 음악, 예술, 연극 분야의 주요 인물들을 많이 끌어들인 동성애자 살롱을 주재했다.